# Liste der Kulturgüter in Oberbuchsiten
Die Liste der Kulturgüter in Oberbuchsiten enthält alle Objekte in der Gemeinde Oberbuchsiten im Kanton Solothurn, die gemäss der Haager Konvention zum Schutz von Kulturgut bei bewaffneten Konflikten, dem Bundesgesetz vom 20. Juni 2014 über den Schutz der Kulturgüter bei bewaffneten Konflikten sowie der Verordnung vom 29. Oktober 2014 über den Schutz der Kulturgüter bei bewaffneten Konflikten unter Schutz stehen.
Objekte der Kategorie A sind im Gemeindegebiet nicht ausgewiesen, Objekte der Kategorie B sind vollständig in der Liste enthalten, Objekte der Kategorie C fehlen zurzeit (Stand: 1. Januar 2023).

## Kulturgüter
| Foto |                                                                                             | Objekt                                                           | Kat. | Typ | Standort                               | Beschreibung |
| ---- | ------------------------------------------------------------------------------------------- | ---------------------------------------------------------------- | ---- | --- | -------------------------------------- | ------------ |
| BW   | Datei hochladen · Wikidata zu Bühl (Hofacker), frühmittelalterliches Gräberfeld (Q29881088) | Bühl (Hofacker), frühmittelalterliches Gräberfeld KGS-Nr.: 04625 | B    | F   | Hofackerstrasse 624960 / 240200        |              |
| BW   | Datei hochladen · Wikidata zu Zehntenhaus (Q29881093)                                       | Ehemaliges Zehntenhaus KGS-Nr.: 04627                            | B    | G   | Zehntenweg 1 624762 / 240040           |              |
| ja   | Datei hochladen · Wikidata zu Kapelle (Q29881092)                                           | Kapelle KGS-Nr.: 11214                                           | B    | G   | Schälismühlestrasse 13 625067 / 239288 |              |
| BW   | Datei hochladen · Wikidata zu Gasthof zum Löwen (Q29881089)                                 | Gasthof zum Löwen KGS-Nr.: 11215                                 | B    | G   | Hauptstrasse 26 624782 / 239927        |              |
| ja   | Datei hochladen · Wikidata zu Wohnhaus Schälismühle (Q114944439)                            | Wohnhaus Schälismühle KGS-Nr.: 17043                             | B    | G   | Schälismühlestrasse 11 625053 / 239278 |              |